# Lesław Zając
Lesław Zając (ur. 10 października 1950) – polski lekkoatleta, średniodystansowiec, medalista halowych mistrzostw Europy.
Zdobył srebrny medal w sztafecie 4 × 4 okrążenia (która biegła w składzie: Krzysztof Linkowski, Zając, Czesław Jursza i Henryk Sapko) na halowych mistrzostwach Europy w 1973 w Rotterdamie. Na halowych mistrzostwach Europy w 1975 w Katowicach odpadł w eliminacjach biegu na 1500 metrów.
Był mistrzem Polski w biegu na 1500 metrów w 1973 oraz brązowym medalistą halowych mistrzostw Polski w biegu na 800 metrów w 1973 i w biegu na 1500 metrów w 1975. W 1973 wystąpił w biegu na 1500 metrów w meczu z reprezentacją Francji (zajął 4. miejsce).
Rekordy życiowe Zająca:
| Konkurencja         | Data i miejsce                 | Wynik  |
| ------------------- | ------------------------------ | ------ |
| bieg na 800 metrów  | 28 czerwca 1971, Warszawa      | 1:48,5 |
| bieg na 1000 metrów | 3 lipca 1975, Bydgoszcz        | 2:19,8 |
| bieg na 1500 metrów | 22 września 1974, Zielona Góra | 3:41,2 |
| bieg na 3000 metrów | 18 września 1974, Warszawa     | 8:01,8 |